# Horst-Dieter Bolz
Horst-Dieter Bolz (* 29. Juli 1936 in Stuttgart; † 17. Oktober 2021 in Trossingen) war ein deutscher Trompeter und Musikpädagoge. Er war Professor für Trompete an der Staatlichen Hochschule für Musik Trossingen.

## Leben und Wirken
Horst-Dieter Bolz wurde 1936 in Stuttgart geboren. Bereits während seiner Schulzeit spielte er in Clubs der amerikanischen Besatzungstruppen. Ab 1953 studierte er an der Hochschule für Musik Stuttgart. Von 1955 bis 1957 nahm er Engagements als Trompeter und Vibraphonist in Clubs der Städte Ankara, Beirut und Damaskus wahr. Nach seiner Rückkehr setzte er sein Studium fort und war ab 1959 erster Trompeter am Landestheater Coburg.
1977 wurde Bolz als Professor für Trompete an die Staatliche Hochschule für Musik Trossingen berufen. Dort unterrichtete er Trompete, Blechbläserkammermusik und Instrumentaldidaktik. 1993 gründete er das Ensemble „Die Trossinger Trompeten“, das später unter dem Namen „trumpetArt“ bekannt wurde. Mit diesem Ensemble unternahm er mehrere Konzertreisen nach Frankreich. Auch nach seiner Emeritierung im Jahr 2002 blieb Bolz in der Lehre und in der Ensemblearbeit aktiv.
Für seine pädagogischen Verdienste erhielt er 2018 die Auszeichnung „Pro Meritis Musicae et Pedagogicae“ des Instituts Positively Brass@Percussion der HfM Trossingen.

## Schüler
Zu den bekanntesten Schülern von Horst-Dieter Bolz zählen:
- Günther Beetz (1954–2025), Trompeter und Professor für Trompete an der Staatlichen Hochschule für Musik und Darstellende Kunst Mannheim
- Klaus Schuhwerk
- Martin Maier
- Thomas Forstner
- Wolfgang Guggenberger
- Bernhard Kratzer
- Michael Maisch
- Gábor Hegyi